# Therioaphis bonjeaniae
Therioaphis bonjeaniae är en insektsart. Therioaphis bonjeaniae ingår i släktet Therioaphis och familjen långrörsbladlöss. Inga underarter finns listade i Catalogue of Life.